# Musée Mendeleïev à Saint-Pétersbourg
 (avril 2017).
Le musée Mendeleïev est installé dans un appartement occupé à Saint-Pétersbourg par le chimiste russe Dmitri Mendeleïev, inventeur en 1869 du tableau périodique des éléments chimiques. Il présente des souvenirs liés à sa vie et à son travail.

## Localisation

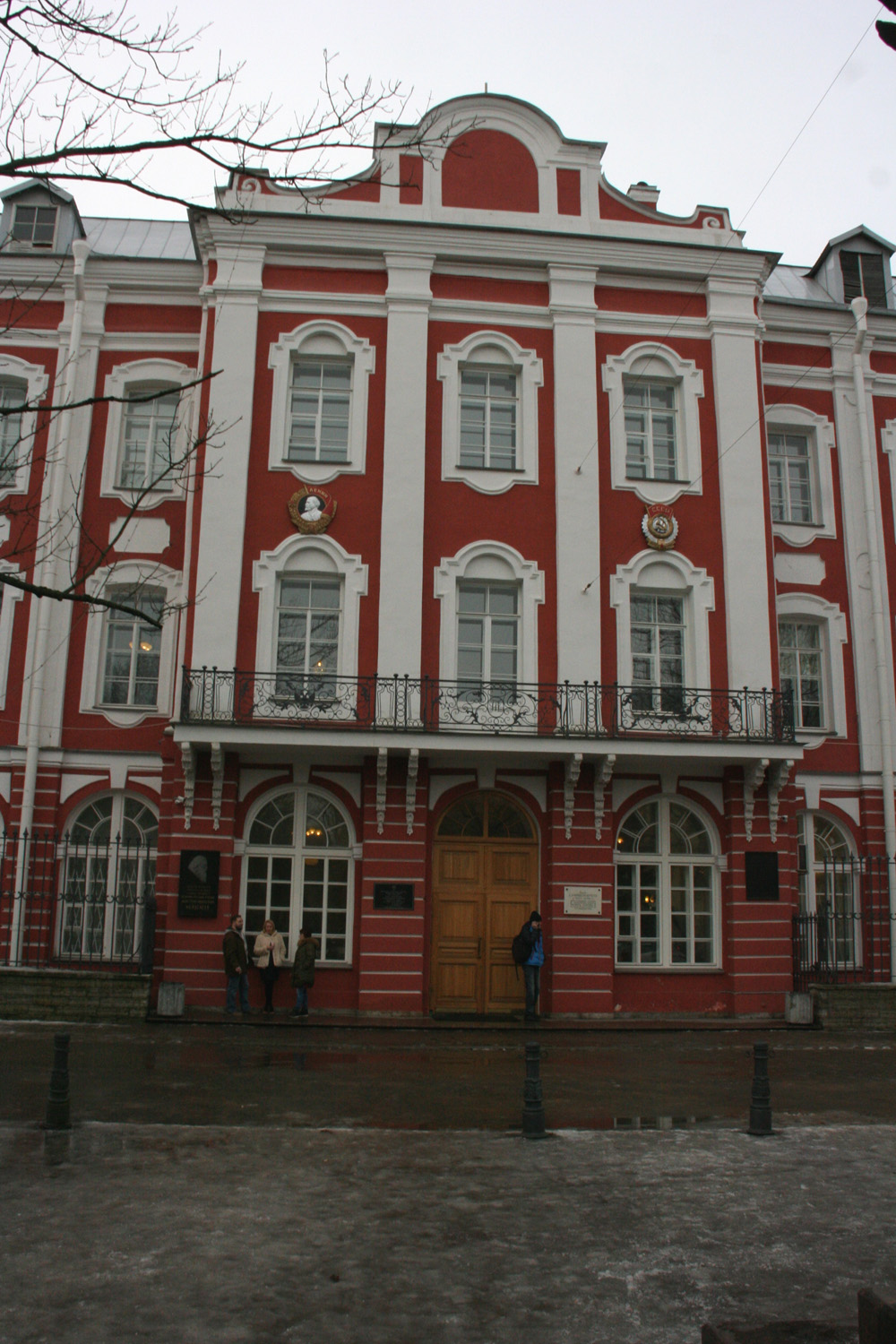
Entrée du bâtiment (Douze collèges)

Le musée est situé sur l'île Vassilievski à Saint-Pétersbourg, au numéro 2 de la Mendeleyevskaya liniya (« ligne », c'est-à-dire rue, Mendeleïev), dans un bâtiment des Douze Collèges. Construits sur ordre de Pierre le Grand pour accueillir ses ministères, ils sont devenus en 1819 le siège de l'université d'État de Saint-Pétersbourg,

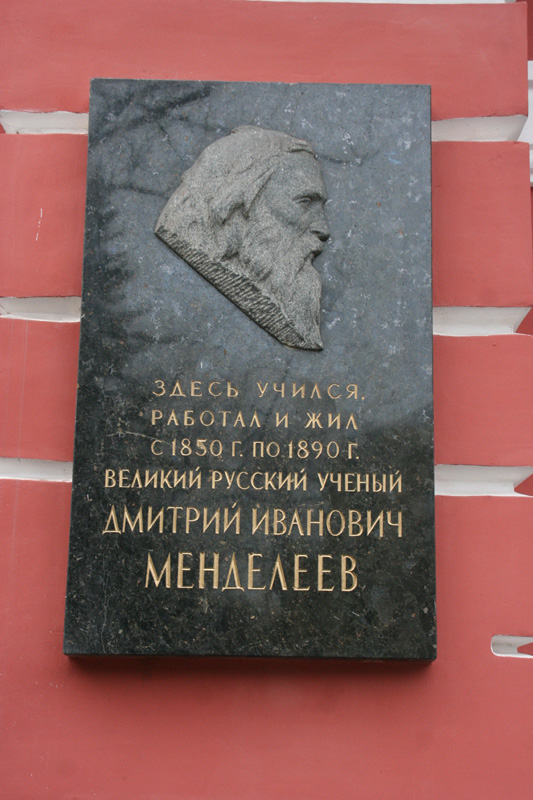
Plaque commémorative

L'appartement se trouve dans l'Institut de chimie, qui avait prévu de loger son directeur sur place ; Mendeleïev occupe les lieux de 1866 à 1890 et y rédige la plupart de ses publications. Il est transformé en musée en 1911, quatre ans après sa mort. Une plaque commémorative est apposée à l'entrée du bâtiment.
La visite est possible du lundi au vendredi, de 11h à 16h.
Objets et documents sont légendés uniquement en russe, mais un petit cahier de présentation en anglais est disponible à l'accueil.

## Appartement
Il se compose essentiellement de quatre pièces:

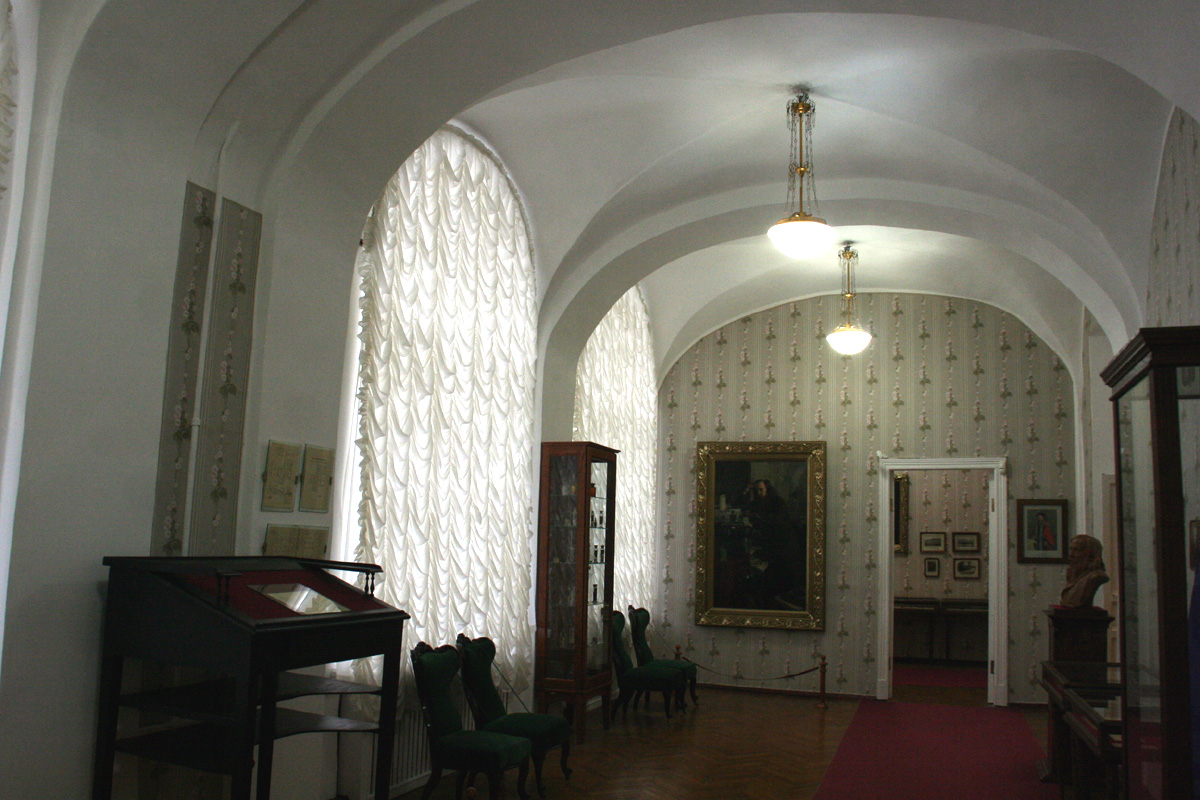
Salon

- Un grand salon, décoré de photographies retraçant sa vie familiale, présente nombre d'ouvrages et de manuscrits originaux, son écritoire, sa toge de professeur, quelques bustes.
- La salle à manger attenante, plus petite, illustre sa vie académique.
- Son bureau et sa bibliothèque sont visibles sans y pénétrer, depuis l'encadrement des portes. Mobilier et ouvrages y ont été laissés comme de son vivant. Sa bibliothèque personnelle comportait plus de 20 000 ouvrages.
- Une vaste pièce présente divers matériels de laboratoires (plus de 200 objets) utilisés pour ses expériences.Bureau et Bibliothèque

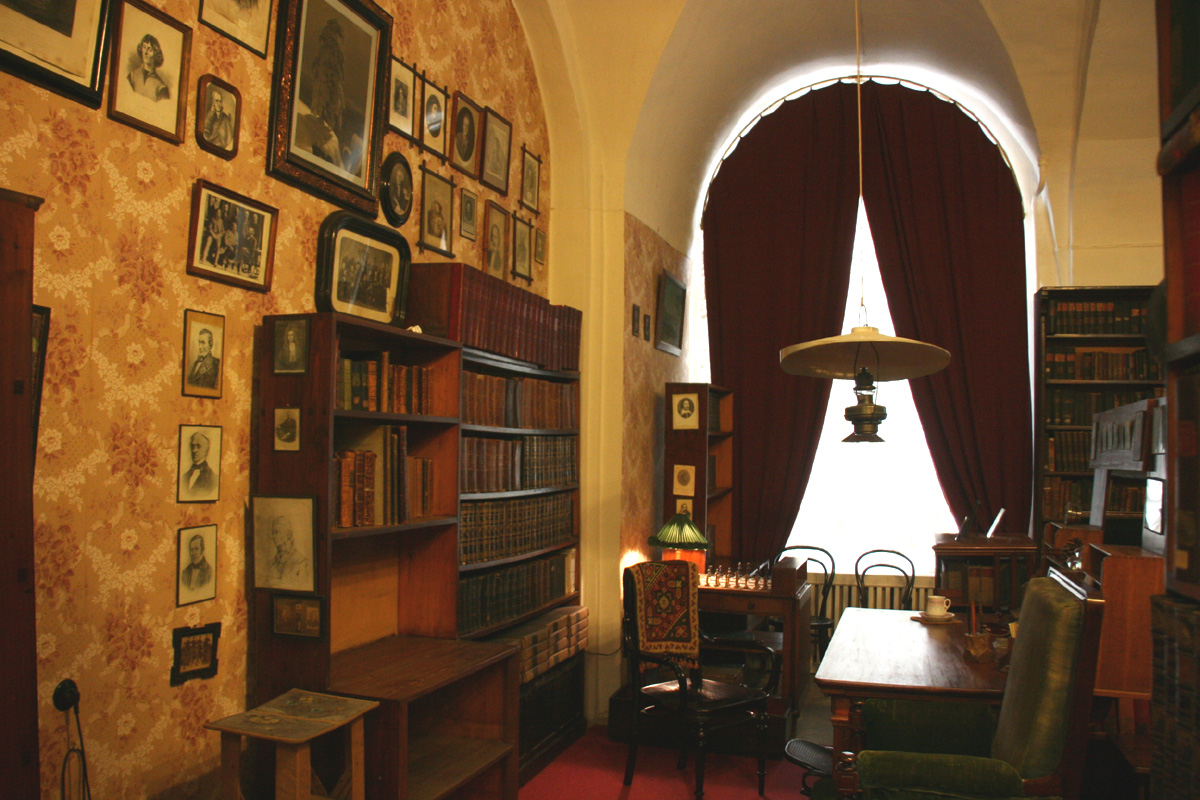
Bureau et Bibliothèque

## Documents
Sa bibliothèque personnelle et ses archives (plus de 1 500 pièces : manuscrits, brouillons, courriers, télégrammes) ont été vendus à l'université par sa veuve. L'importance de cette cession est à l'origine de la transformation de l'appartement en musée.

### Classification périodique originale
Ses brouillons rendent compte de diverses tentatives avant de trouver une bonne disposition.
Le « jeu de cartes » qu'il s'était fabriqué pour multiplier les tentatives - son « solitaire », comme il l'appelait - est malheureusement absent, et pas même reconstitué.

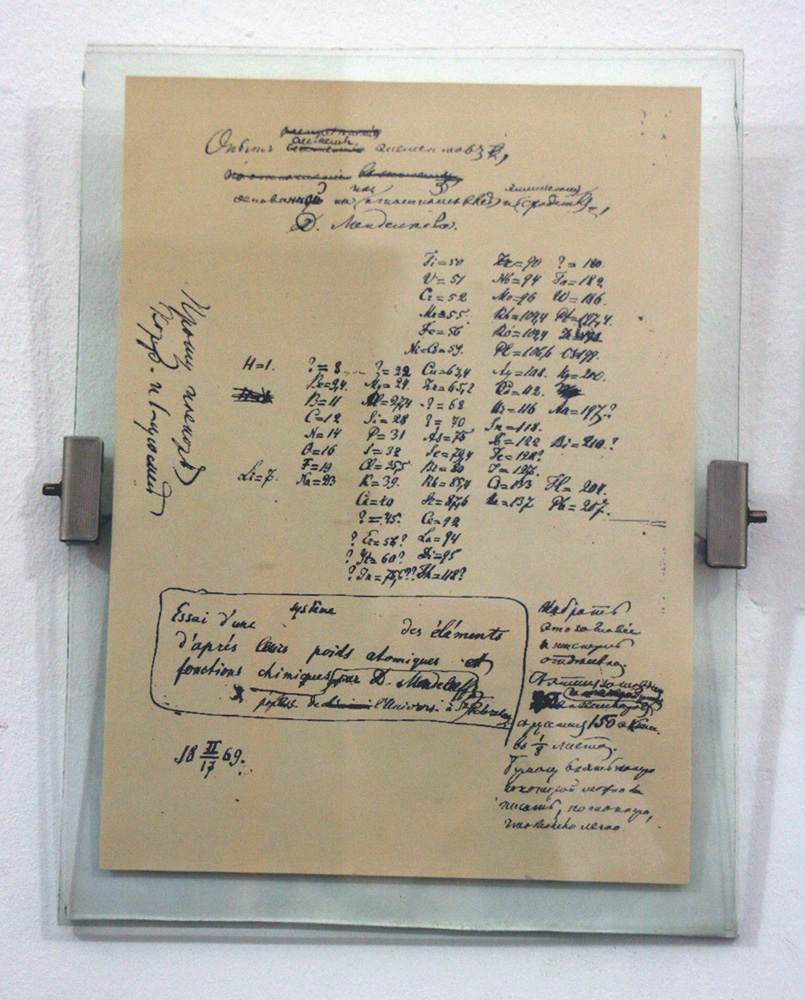
Manuscrit original du tableau périodique (1869)

Le manuscrit original et sa version imprimée laissent apprécier les nombreuses différences par rapport à la forme aboutie présentée aujourd'hui ; en particulier :
- disposition lignes/colonnes inversée ;
- absence des gaz nobles, qui ne seront découverts qu'ultérieurement (1898) ;
- présence de points d'interrogations à certaines places, que Mendeleïev réserve à des éléments non encore découverts, mais dont l'existence lui semble indubitable selon son principe d'organisation : scandium (découvert en 1879), gallium (découvert en 1875), germanium (découvert en 1886), technétium (découvert en 1937).

Il révèle aussi l'audace géniale de son auteur : quoiqu'il ait effectué son rangement par masses atomiques croissantes, il a dès le départ délibérément interverti certains éléments (iode et tellure, par exemple,) et ce choix s'avérera juste lorsque les chimistes comprendront, à la suite des travaux d'Henry Moseley sur les spectres de diffraction des rayons X des éléments (1913), que le principe d'organisation doit être le Numéro atomique.

## Autre lieu de mémoire: le mur et la statue
Toujours à Saint-Pétersbourg, Mendeleïev est aussi honoré par une statue et un tableau périodique géant sur Moskovskiy Prospekt, à proximité de l'Institut de Technologie où il obtint son premier poste d'enseignement en 1864, et devant le bureau des poids et mesures dont il fut directeur.

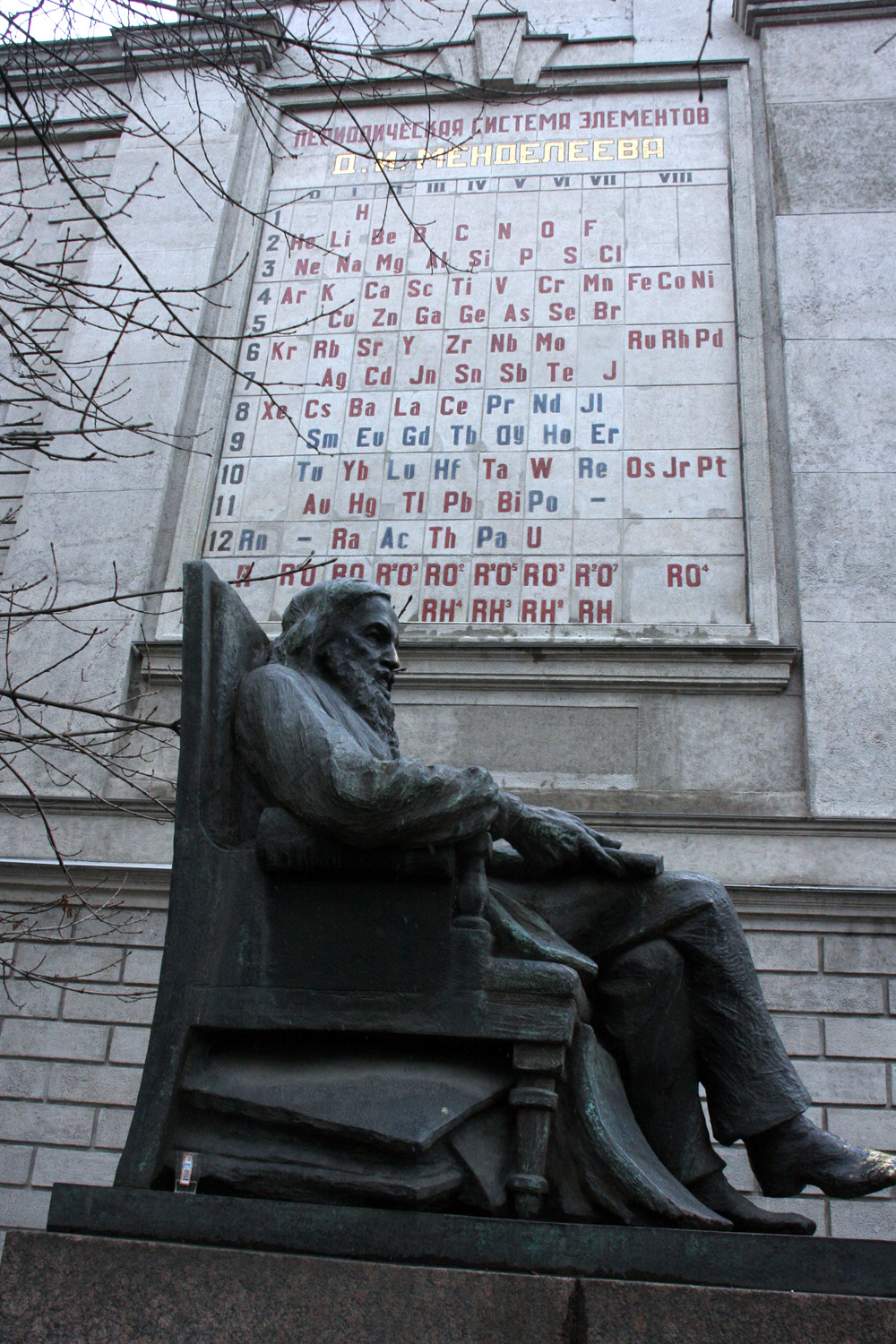
statue et tableau sur Moskovskiy Prospekt

La statue, réalisée en 1932 est l'œuvre du sculpteur Ilya Ginzburg ; c'est un agrandissement d'une première version réalisée vers la fin de vie du chimiste. Le grand tableau périodique mural en céramique (69 m2), réalisé par Vladimir Frolov, a été ajouté en 1934 et reflète sa représentation à cette époque, déjà loin de l'état original dont témoigne le manuscrit.